# Перг
Перг (нем. Perg) — город (нем. Stadt) в Австрии, в федеральной земле Верхняя Австрия. 
Входит в состав округа Перг.  Население составляет 7516 человек (на 31 октября 2006 года). Занимает площадь 27 км². Официальный код  —  41116.

## Политическая ситуация
Бургомистр коммуны — Антон Фрошауэр (АНП) по результатам выборов 2003 года.
Совет представителей коммуны (нем. Gemeinderat) состоит из 31 места.
- АНП занимает 16 мест.
- СДПА занимает 13 мест.
- АПС занимает 2 места.